# Cendufe
Cendufe é uma povoação portuguesa sede da Freguesia de Cendufe do Município de Arcos de Valdevez, freguesia com 3,16 km² de área e 308 habitantes (censo de 2021), e, portanto, uma densidade populacional de 97,5 hab./km².

## Geografia
A cerca de 9 quilómetros da sede do município, na margem direita do rio Lima, a Freguesia de Cendufe ocupa uma área que, em grande parte, se estende por terras montanhosas donde se desfrutam de paisagens sobre o vale do Lima e sobre a parte final do vale do Vez. Os seus limites estão estabelecidos da com a Freguesia de Miranda, ao norte, com a Freguesia de Salvador de Padreiro e Santa Cristina de Padreiro, ao nascente, ao sul com São Paio de Jolda e Madalena de Jolda, e, a poente, com a Freguesia de Rio Cabrão.
Esta freguesia integra, além da sede, os lugares de Agrelos, Outeiro, Vila Boa, Ribeiro, Lage, Costa, Bouças, Rodalho, Fábrica, Casais, Mourigo, Boucinha, Devesa, Monte, Coto, Soutelo, Portela, Monte da Costa e Castro.
Festas e romarias: S. Tiago (Agosto).

## História
Sabe-se que Cendufe foi habitada muito antes da nossa nacionalidade. O Castro de Cendufe é bem prova disso. Eugénio de Castro Caldas no livro “Terras de Valdevez e Montaria do Soajo” ao fazer referência aos castros de Arcos de Valdevez diz que talvez o mais importante seja o Castro de Cendufe, cuja «estatutária» Félix Alves Pereira estudou, e que o referido arqueólogo arcuense entregou certos fragmentos de peças encontradas nesses castros ao Museu Etnológico Português.
Cendufe, nas inquirições de D. Afonso III era designada de “Sancti Jacobi de Rodalio”, e no tempo de D. Manuel aparece já como Cendufe. Os abades eram da apresentação da mitra e antes do convento de São Domingos, de Viana. Segundo Américo Costa, Santiago de Cendufe foi abadia da apresentação do Convento de São Domingos de Viana, com reserva do Ordinário.
Em 1320, no catálogo das igrejas do bispado de Tui, ao norte do Rio Lima, que o rei D. Dinis mandou elaborar, para a determinação da taxa a pagar, Cendufe aparece com 110 libras. No aludido documento denomina-se "ecclesiam Sancti Jacobi de Cenduffe". Em 1444, a comarca eclesiástica de Valença, desde o rio lima até ao Minho, foi desmembrada do bispado de Tui, passando a pertencer ao de Ceuta.
Em 1512, o arcebispo de Braga, D. Diogo de Sousa, deu a D. Henrique, bispo de Ceuta, a comarca eclesiástica de Olivença, recebendo em troca a de Valença do Minho. Em 1513, o papa Leão X aprovou a permuta. Para a incorporação dos 140 benefícios eclesiásticos de Entre Lima e Minho na diocese de Braga, D. Diogo de Sousa mandou proceder à sua avaliação. Cendufe rendia 39 réis e 60 alqueires de pão.
Em 1546, no Memorial do vigário da comarca de Valença, Rui Fagundes, Santiago de Cendufe era anexa a São Salvador de Padreiro, assim como Santa Cristina. As três igrejas, conjuntamente, foram avaliadas em 60 mil réis. O Censual de D. Frei Baltasar Limpo, na cópia de 1580 que o Padre Avelino Jesus da Costa analisou para a elaboração do seu livro "A Comarca Eclesiástica de Valença do Minho", refere que Santiago de Cendufe estava anexa ao mosteiro de São Salvador da Torre, sendo da sua apresentação. Segundo Américo Costa, Santiago de Cendufe foi depois abadia da apresentação do convento de São Domingos de Viana, com reserva do Ordinário.
Chamou-se Cendufe e Rio Cabrão por estas duas freguesias terem estado anexadas desde 1864 até 1900. Segundo alguns autores já no ano de 1853 esta freguesia aparecia anexada à de Rio Cabrão. Fez parte do julgado de paz de Távora.
Em 1839, pertencia à comarca de Ponte de Lima e, em 1852, à de Arcos de Valdevez. 

## Demografia
Nota: Nos censos de 1864 a 1900 tinha anexado a freguesia de Rio Cabrão.
A população registada nos censos foi:
| Distribuição da População por Grupos Etários | Distribuição da População por Grupos Etários | Distribuição da População por Grupos Etários | Distribuição da População por Grupos Etários | Distribuição da População por Grupos Etários |
| -------------------------------------------- | -------------------------------------------- | -------------------------------------------- | -------------------------------------------- | -------------------------------------------- |
| Ano                                          | 0-14 Anos                                    | 15-24 Anos                                   | 25-64 Anos                                   | > 65 Anos                                    |
| 2001                                         | 64                                           | 63                                           | 181                                          | 95                                           |
| 2011                                         | 39                                           | 57                                           | 181                                          | 83                                           |
| 2021                                         | 46                                           | 14                                           | 166                                          | 82                                           |

## Património cultural e edificado e locais de interesse turístico
- Igreja Paroquial
- Casa dos Casais
- Casa da Costa
- Casa do Crasto
- Casa Nova de Quinta de Vila Boa
- Casa de Casal
- Casa de Soutelinho
- Miradouro de Soutelo (vistas panorâmicas sobre o vale do Lima)
- Túmulo do Padre Himalaia

## Personalidades
- Padre Himalaya: É nesta freguesia que está o túmulo do sábio padre Manuel António Gomes, mais conhecido como Padre Himalaya, um clérigo católico, cientista e inventor português.